# Schefflera burkillii
Schefflera burkillii är en araliaväxtart som beskrevs av Elmer Drew Merrill. Schefflera burkillii ingår i släktet Schefflera och familjen araliaväxter. Inga underarter finns listade.